# 多羅国
多羅国（たら） は、任那（みまな）諸国の一つ。多伐とも書く。現在の朝鮮慶尚南道陜川の地と推定される。任那では、最後まで残った国の一つであるが、6C中ごろ新羅の支配下に置かれたらしい。